# Bayawan
Bayawan est une localité de la province du Negros oriental, aux Philippines. En 2015, elle compte 117 900 habitants.